# Microdon vittatus
Microdon vittatus är en tvåvingeart som först beskrevs av Macquart 1850.  Microdon vittatus ingår i släktet myrblomflugor, och familjen blomflugor. Inga underarter finns listade i Catalogue of Life.